# 普雷努韦隆
普雷努韦隆（法語：Prénouvellon，發音：[pʁenuvɛlɔ̃]）是法国卢瓦-谢尔省布卢瓦区曾经的一个市镇。2016年1月1日，普雷努韦隆与临近的6个市镇合并为新市镇博斯拉罗迈讷，并成为了博斯拉罗迈讷的委派市镇。

## 地理
普雷努韦隆（47°58'8"N, 1°32'19"E）面积19.77 平方千米，位于法国中央-卢瓦尔河谷大区卢瓦-谢尔省，该省份为法国中北部省份，北起厄尔-卢瓦省，东北接卢瓦雷省，东南接谢尔省，南至安德尔省，西南接安德尔-卢瓦尔省，西北接萨尔特省。
与普雷努韦隆接壤的市镇（或旧市镇、城区）包括：沙尔松维尔、博斯地区埃皮耶、维朗布兰、奥祖瓦尔勒布勒伊、芒布罗勒、博斯拉罗迈讷、特里普勒维尔、乌祖埃勒马尔谢。
普雷努韦隆的时区为UTC+01:00、UTC+02:00（夏令时）。

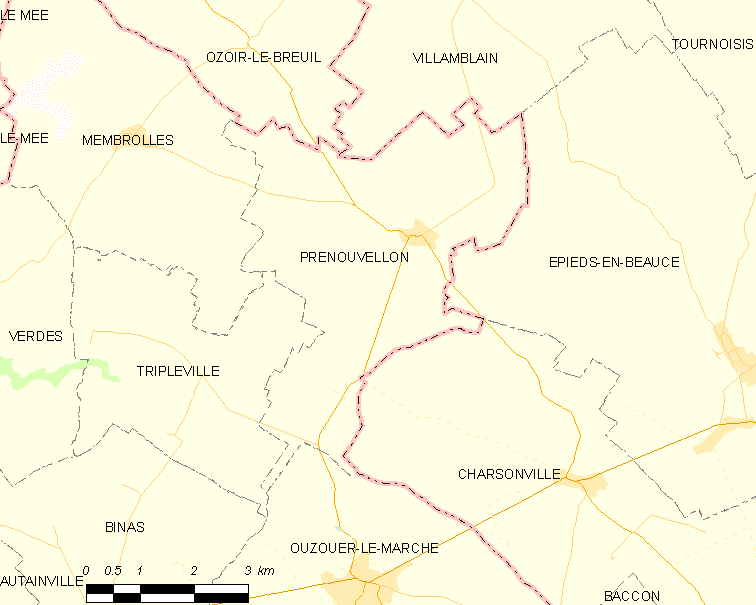
普雷努韦隆的OSM定位图

## 行政
普雷努韦隆的邮政编码为41240，INSEE市镇编码为41183。

## 政治
普雷努韦隆所属的省级选区为拉博斯县。

## 人口

1962-2008年间普雷努韦隆人口变化图示

普雷努韦隆于2018年1月1日时的人口数量为261人。